# Reutenbourg
Reutenbourg es una localidad y comuna francesa situada en el departamento de Bajo Rin, en la región de Alsacia.
| 363 | 365 | 355 | 328 | 318 | 303 | 322 |
| Para los censos de 1962 a 1999 la población legal corresponde a la población sin duplicidades (Fuente: INSEE [Consultar]) |     |     |     |     |     |     |